# B 1901 Nykøbing
El Boldklubben 1901 fue un equipo de fútbol de Dinamarca que alguna vez jugó en la Superliga danesa, la liga de fútbol más importante del país.

## Historia
Fue fundado en el año 1901 en la ciudad de Nykøbing Falster y nunca llegó a ser campeón de la Superliga ni ganó algún título de Copa en su historia, a pesar de haber llegado a 2 finales. Los únicos títulos ganados fueron los Provinciales de Nykøbing Falster, que fueron 19, todos de manera consecutiva. 
A nivel internacional participó en 2 torneos continentales, donde nunca pudo pasar de la Primera Ronda.
El equipo desapareció en el año 1994, cuando se fusionaron con el B 1921 para crear al Lolland-Falster Alliancen.

## Palmarés
- Copa de Dinamarca: 0
  - Finalista: 2

1973, 1983
- Copa de Lolland/Falster: 19

1909, 1910, 1911, 1912, 1912/13, 1913/14, 1914/15, 1915/16, 1916/17, 1917/18, 1918/19, 1919/20, 1920/21, 1921/22, 1922/23, 1923/24, 1924/25, 1925/26, 1926/27

## Participación en competiciones de la UEFA
| Temporada | Torneo         | Ronda | Club                | Casa | Visita | Global |
| --------- | -------------- | ----- | ------------------- | ---- | ------ | ------ |
| 1970-71   | Copa de Ferias | 1     | Hertha BSC          | 2-4  | 1-4    | 3-8    |
| 1983-84   | Recopa Europea | 1     | FC Shakhtar Donetsk | 1-5  | 2-4    | 3-9    |